# Kurt Seifert (Maler)
Kurt Seifert (* 30. Juli 1920 in Oschatz; † 13. Januar 1982 in Dresden) war ein deutscher Maler und Grafiker.

## Leben und Werk
Zur Vita Seiferts fanden sich nur wenige Informationen. Er studierte bei Oskar Moll und Otto Müller an der Staatlichen Akademie für Kunst und Kunstgewerbe Breslau. Unterbrochen durch die Teilnahme am Zweiten Weltkrieg und die Kriegsgefangenschaft arbeitete er in Dresden-Gittersee als freischaffender Künstler. In der DDR war er Mitglied des Verbands Bildender Künstler der DDR.

## Werkbeispiele
- Schiffswerft Laubegast (1950, Öl, 61,5 × 78,5 cm; Kunstfonds des Freistaats Sachsen)
- Kraftwerk (1961/1962 ?, Öl, 100,5 × 75 cm; Kunstfonds des Freistaats Sachsen)[1][2]

## Ausstellungen (mutmaßlich unvollständig)

### Einzelausstellung
- 1957: Dresden, Galerie Stiefmütterchen (Eröffnungsausstellung der privaten Kellergalerie von Inge Thies-Böttner)

### Teilnahme an Ausstellungen
- 1948: Dresden, Haus des Kulturbunds („Die Jungen. Malerei, Grafik, Plastik“)
- 1972 und 1974: Dresden, Bezirkskunstausstellungen